# Возвращение Бучинторо к молу у Дворца дожей
«Возвращение Бучинторо к молу у Дворца дожей» (в каталогах также упоминается под названием «Отъезд венецианского дожа на праздник обручения с Адриатическим морем») — картина итальянского художника, главы венецианской школы ведутистов Джова́нни Анто́нио Кана́ля, известного под именем Канале́тто. На холсте изображено возвращение венецианской церемониальной галеры с праздничного обряда бросания золотого кольца в воду, символизирующего обручение Венеции с Адриатическим морем.
Картина написана Каналетто около 1730 года. В 1760-х годах вместе с парной работой «Приём французского посла в Венеции» приобретена для Императорского Эрмитажа. В 1930 году передана в Государственный музей изобразительного искусства им. А. С. Пушкина (парная композиция осталась в Государственном Эрмитаже). Варианты картины находятся в собрании Виндзорского замка, в галереях Даличского колледжа (Лондон) и Уффици (Флоренция), а также в других музеях. Копия картины, выполненная русским художником Фёдором Алексеевым, входит в состав коллекции Государственного Русского музея.

## Сюжет

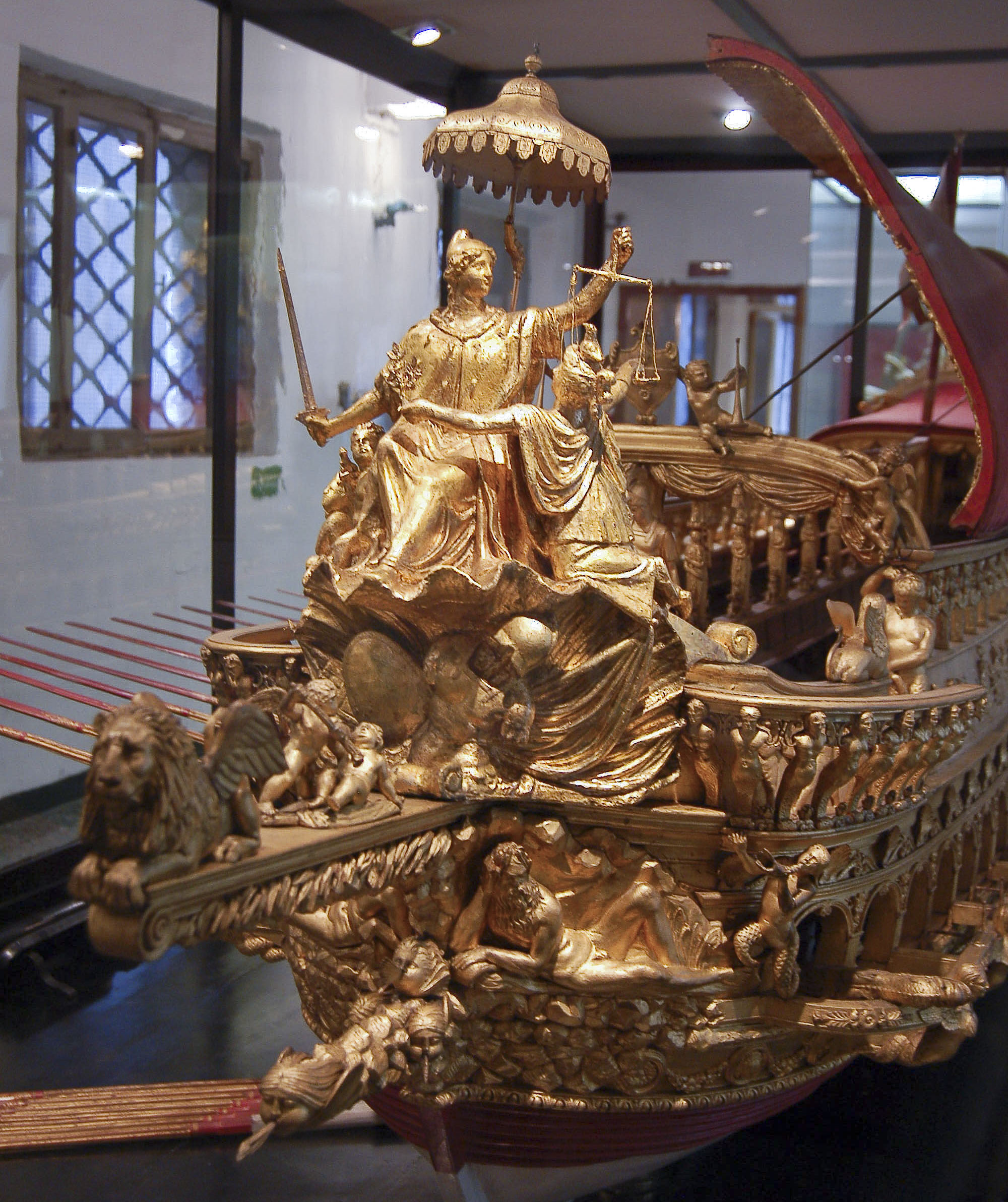
Музейная модель Бучинторо

День Вознесения, или как его называли венецианцы — La Sensa, считался главным праздником города. В этот день 13 мая 998 года дож Пьетро II отправился в морской поход, в котором одержал важную победу над Далмацией. В память об этом событии ежегодно проводился торжественный ритуал Обручения Венеции с Адриатическим морем. Символическое обручение должно было благоприятствовать флоту, развитию торговли и процветанию города. Изначально церемония состояла из простой молитвы, обращённой к морю, с просьбой, чтобы оно оставалось благосклонным к венецианцам. В XII веке обряд претерпел изменения. В 1177 году город посетил римский папа Александр III. Во время празднества, он снял с пальца дожа драгоценное кольцо, прочитал над ним молитву и велел бросить его в море. Так зародилась традиция, которая из года в год становилась всё более масштабной и красочной, приобретая квазисвященный характер. Теперь она начиналась на площади Сан-Марко, где дож, возглавлял торжественную процессию к богато украшенной галере. На ней он отправлялся в плавание к форту Сан-Андреа вблизи острова Лидо, где бросал свой перстень в море. Заканчивался обряд церковной службой в соборе Сан-Николо ди Лидо.
Официальная церемониальная лодка дожа получила имя собственное — Бучинторо (см. иллюстрацию справа). Её длина составляла 30 метров, ширина — 6 метров. Последний и самый великолепный Бучинторо строился по проекту Стефано Конти в течение 10 лет и был спущен на воду в 1729 году. Именно он изображён на картине Каналетто (помогая датировать работу). В 1798 году он был разрушен войсками Наполеона, вошедшими в Венецию. Останки корабля находятся в музеях Коррер и Военно-морском историческом музее Венеции.

## Описание
Картина «Возвращение Бучинторо к молу у Дворца дожей» (в некоторых каталогах также упоминается под названием «Отъезд венецианского дожа на праздник обручения с Адриатическим морем») написана маслом на холсте размером 182 х 259 см около 1730 года. Она создавалась по заказу французского посла в венецианской республике — графа де Жержи в память о восстановлении дипломатических отношений между Францией и Венецией. Отношения были разорваны по инициативе Людовика XIV в 1709 году. Новый посол в Венецию был назначен Людовиком XV только в 1723 году. Им стал вышеупомянутый Жак-Винсент Ланже, граф де Жержи.
На многофигурном полотне на заднем плане изображёно причаливание ладьи дожа после окончания церемонии Обручения Венеции с Адриатическим морем. В центре композиции — украшенные золотом и цветами гондолы французского посольства, сопровождающие Бучинторо во время торжественной процессии. Вокруг главных кораблей — множество других лодок. В них сидят празднично одетые люди, представители знатных семей Венеции и простые горожане в карнавальных костюмах и масках. Фоном пышной церемонии служит городской пейзаж: дворец Дожей, площадь Святого Марка, аркада библиотеки Марчиана и высокая колокольня собора Сан-Марко. Все архитектурные элементы и здания переданы очень точно, они и сейчас легко узнаваемы на современных фотографиях. Художник искусно вписывает в этот пейзаж жанровые мизансцены, уделяя внимание деталям и мелочам: нарядную толпу на набережной и людей, наблюдающих за происходящим с балконов, развевающееся знамя на флагштоке, разукрашенные лодки, небольшую собаку, на корме одной из них, перекликивание гондольеров, — всё это служит для передачи атмосферы праздника и карнавала. Каналетто пишет лодки так, чтобы между ними оставалось много воды, которая в сочетании с небом даёт ощущение мягкого света и тёплого рассеянного сияния, из-за чего пейзаж выглядит достоверным, жизненным, «настоящим».
Искусствоведы высоко оценивают картину, отмечая как правдиво Каналетто сумел передать облик Венеции, её неповторимый колорит, сочетая декоративное великолепие живописи с острой наблюдательностью. Доктор искусствоведения Виктория Маркова называет работу «первым свидетельством зрелости художника». Она обращает внимание, что картину благожелательно оценил не только заказчик, но и высшие круги общества, именно поэтому Каналетто получал заказы на авторское повторение полотна для высокопоставленных персон. Одна из копий предположительно была написана для французского короля Людовика XV и украшала его дворец в Версале. Якоб Штелин включил полотно в список самых значительных картин, приобретённых для Императорских собраний в 1766—1768 годах.
Картина несколько раз реставрировалась. В середине XIX века была дублирована на новый холст, о чём свидетельствует запись на обороте картины: «Переложилъ со старого холста на новый Ф. Табунцовъ 1849 года». Ещё одна реставрация была проведена в 1959 году. В настоящее время специалисты оценивают сохранность живописного слоя как «хорошую», отмечая при этом неравномерность потемнения лакового слоя.
Авторство Каналетто сомнению не подвергалось.

## Пандан

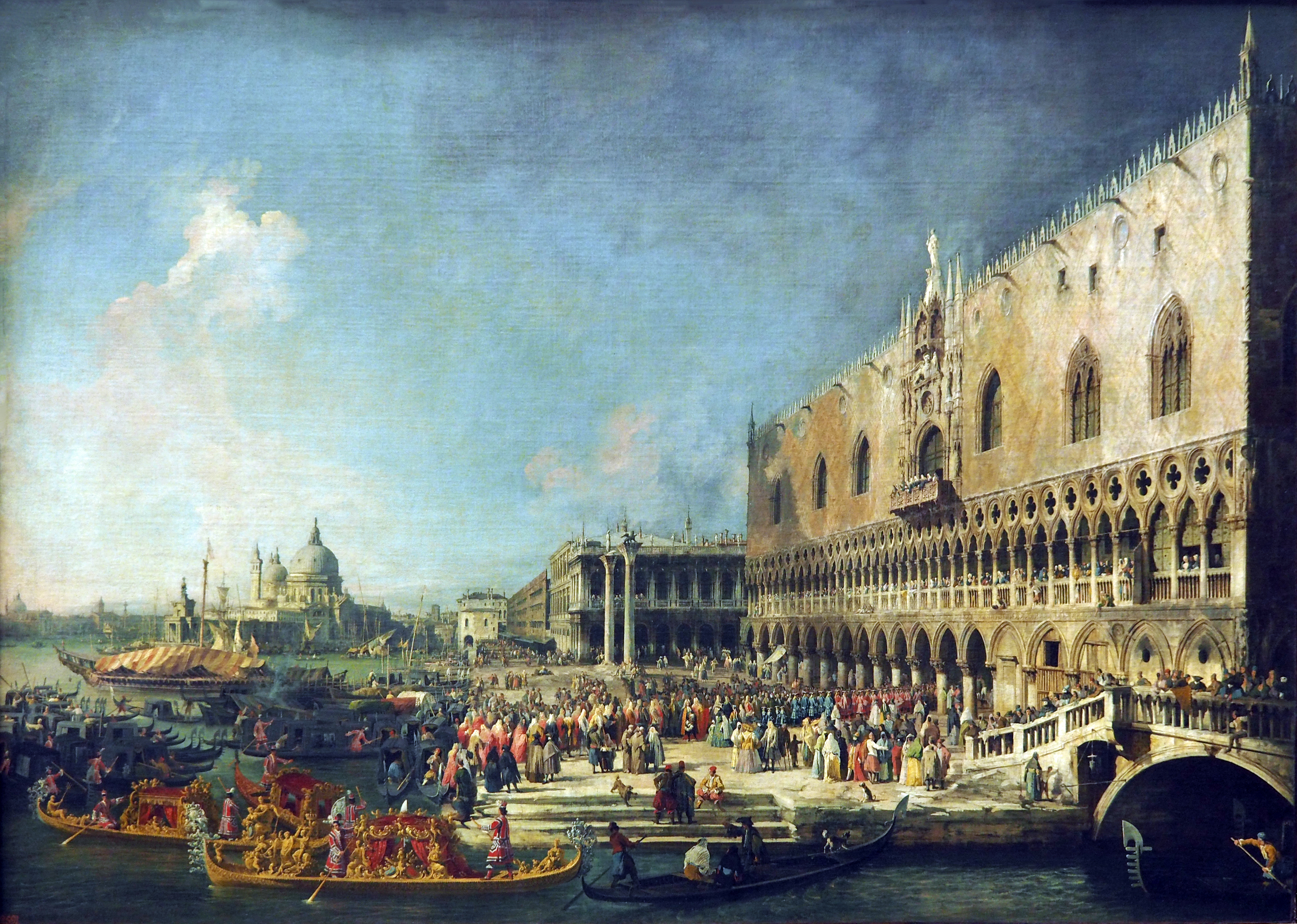
Каналетто. Приём французского посла в Венеции. 1726—1727 годы. Холст, масло, 181 x 259,5 см. Государственный Эрмитаж. Инв. ГЭ-175

Изначально картина «Возвращение Бучинторо к молу у Дворца дожей» являлась панданом (то есть парной) к полотну «Приём французского посла в Венеции». Обе работы были написаны по заказу графа Ланже де Жержи и являются, по-сути, первым крупным заказом в творческой жизни художника.
Пандан был приобретён в 1760-х годах для Императорского Эрмитажа, однако впоследствии был разделён. Одна картина в 1930 году была передана в Москву в Государственный музей изобразительного искусства им. А. С. Пушкина, а вторая так и осталась в Эрмитаже.
На парном полотне (см. иллюстрацию справа) Каналетто запечатлел прибытие в Венецию французского посла графа де Жержи. В городе карнавалов официальные церемонии тоже представляли из себя некое подобие спектаклей, неизменно вовлекая большое количество жителей в атмосферу праздника. Регламент таких мероприятий был тщательно продуман: нового посла сначала отвозили на один из островов, где он и его свита переходили на роскошно украшенные гондолы. После этого почётные гости как бы заново прибывали в город ко Дворцу дожей на встречу с официальными лицами венецианской республики. Художник с документально точностью передал детали этого красочного действа: резные золочённые лодки, людей, вышедших на встречу и просто наблюдающих за происходящим, их одежду, жесты, эмоции и, конечно, сам город: Дворец, библиотеку святого Марка, церковь Санта Мария делла Салуте и другие здания. Предположительно, образцом для картины Каналетто служило полотно Луки Карлевариса «Вход посла де Жержи», находящаяся в Музее замка Фонтенбло.

## Другие варианты картины
Каналетто неоднократно возвращался к этому сюжету. Похожие картины находятся во многих музеях и в частных коллекциях. Например, близкий по композиции и размеру пандан хранится в собрании Альдо Креспи в Милане. Однако миланские работы не точные повторения, так как на них изображены приезд и нахождение в Венеции уже другого посла — Хосе Боланьоса, посланника австрийского императора Карла VI. Другие картины находятся в Музее Боуз в Лондоне (инв. 1982.32.1/B.M), галерее Уффици во Флоренции (инв. 1064), галерее Даличского колледжа (инв. DPG599) в пригороде Лондона, в других музеях и в собрании Виндзорского замка (инв. RCIN 404416). Также в Виндзорском замке хранится предварительный рисунок с натуры (инв. RCIN 907451). Ещё один рисунок находится в Музее земли Гессен в Дармштадте.

Русский художник Фёдор Алексеев выполнил две уменьшенных копии обеих картин Каналетто (не ранее 1779 — не позднее 1790 годов). Первая копия, размером 59,6 х 86 см в настоящее время хранится в Государственном Русском музее, инв. Ж-6317. Вторая подписная копия, размером 65 х 86 см находится в собрании Музея-заповедника «Павловск». 

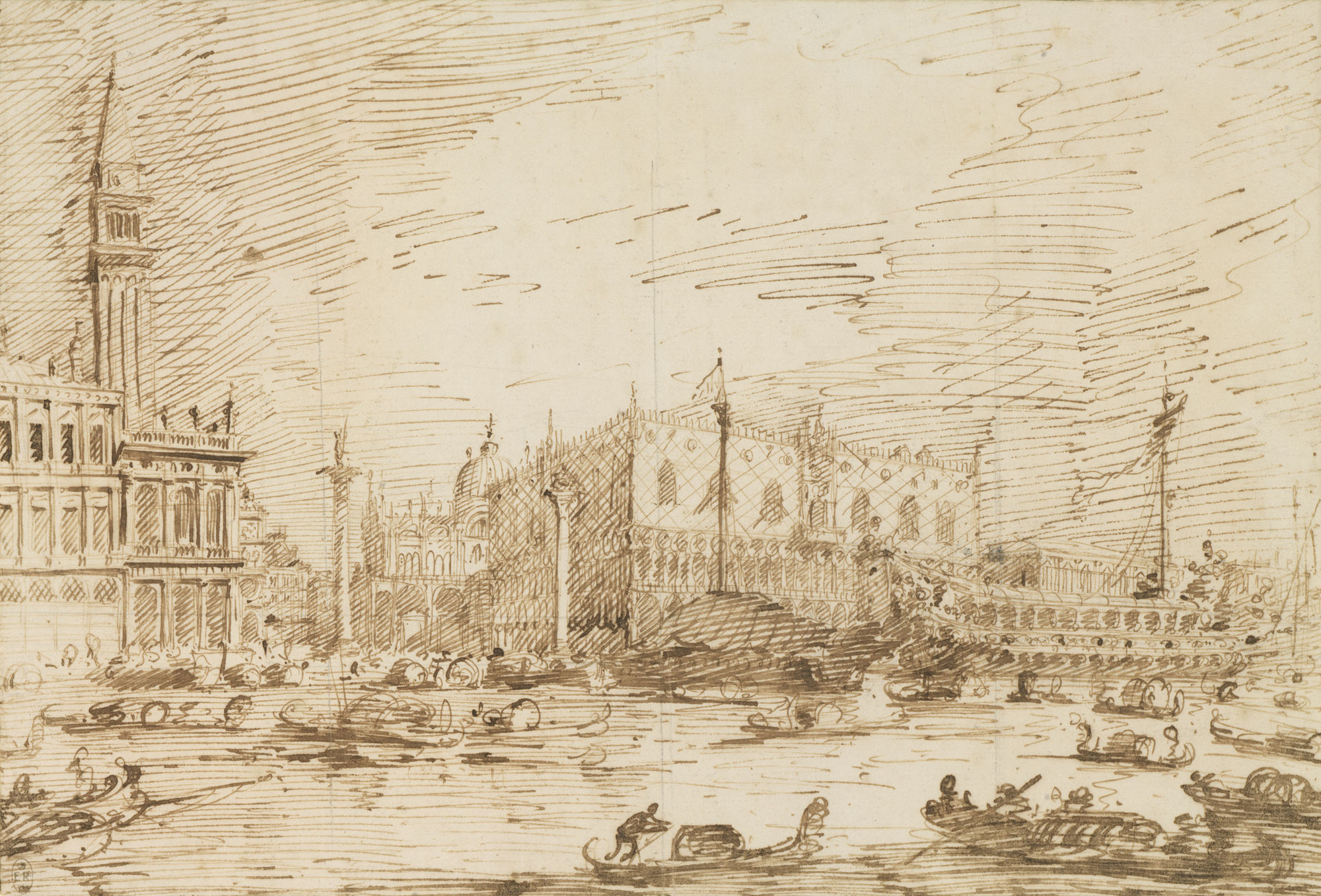
Каналетто. Венеция: Бучинторо у Сан Марко в День Вознесения. 1729 год. Бумага, перо, чернила, карандаш. 23,1 x 31,7 см. Виндзорский замок (Лондон). Инв. RCIN 907451
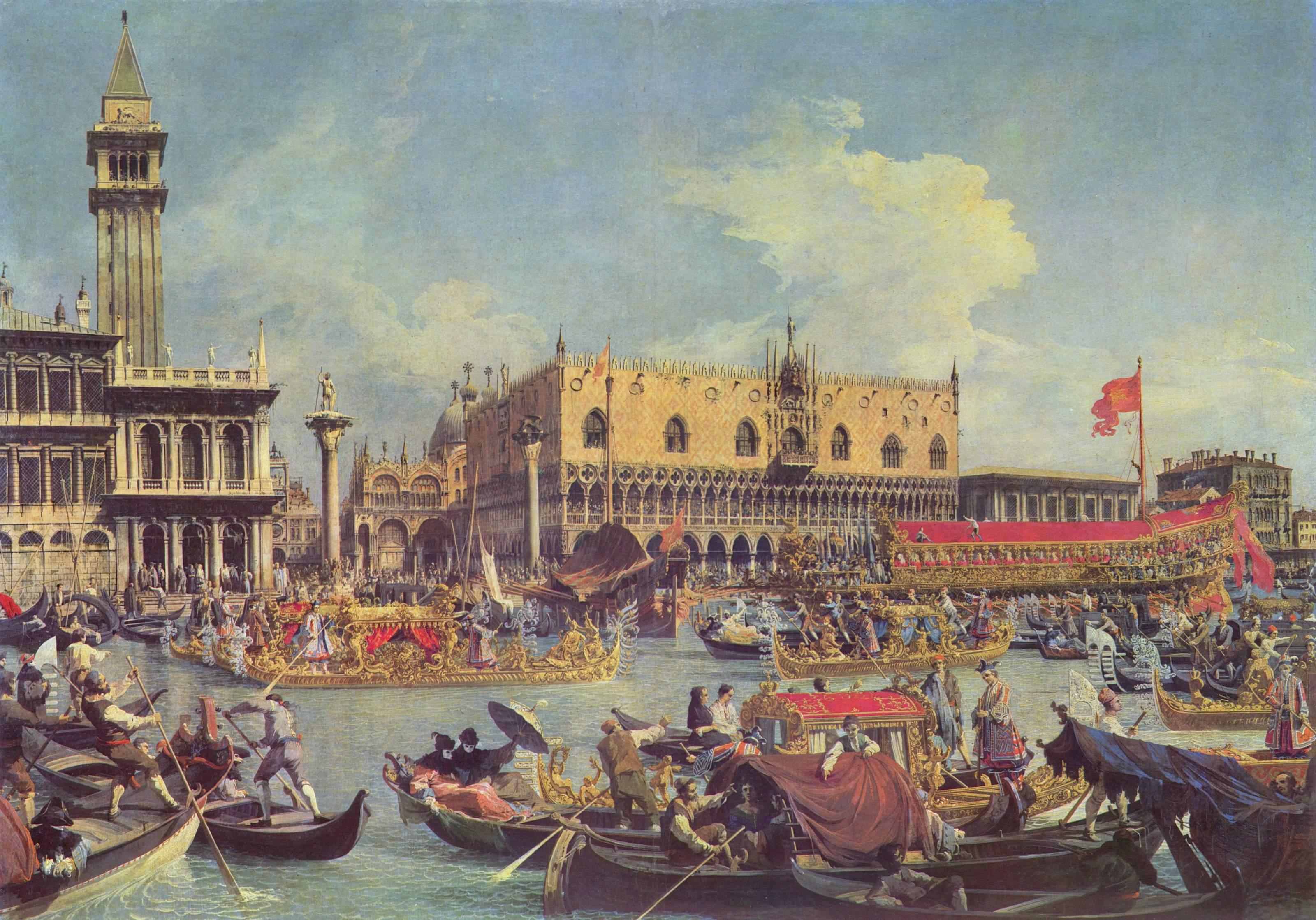
Каналетто. Возвращение Бучинторо к молу в День Вознесения. 1732 год. Холст, масло, 182 x 259 см. Коллекция Альдо Креспи (Милан)
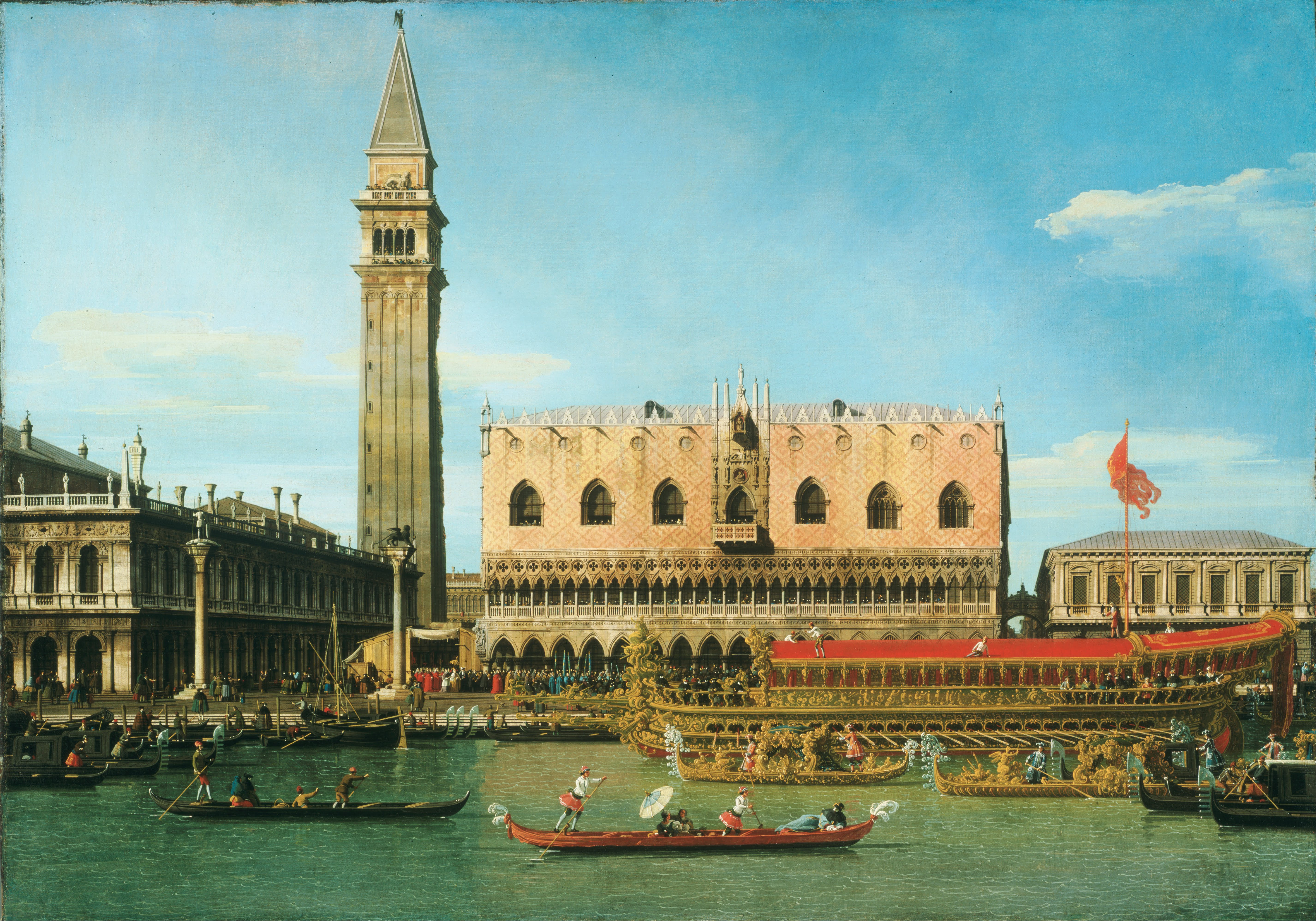
Каналетто. Бучинторо у мола в День Вознесения. Ок. 1745. Холст, масло, 114,9 x 162,6 см. Художественный музей Филадельфии. Инв. E1924-3-48

## Выставки
Картина находится на постоянной экспозиции Государственного музея изобразительных искусств им. А. С. Пушкина в Москве (зал 17: Итальянское искусство XVII—XVIII веков).
Крупнейшие выставки:
- 1961 год. Выставка итальянской живописи XVII—XVIII веков. Москва, Государственный музей изобразительных искусств им. А. С. Пушкина;
- 1997 год. Venezia da Stato a Mito. Венеция, Isola di San Giorgio Maggiore;
- 2018 год. Canaletto 1697—1768. Рим, Museo di Roma, Palazzo Braschi;
- 2018 год. От Тьеполо до Каналетто и Гварди. Москва, Государственный музей изобразительных искусств им. А. С. Пушкина;
- 2019 год. Da Tiepolo a Canaletto e Guardi. Виченца, Палаццо Кьерикати[3][18][19][20].

В 2012 году ГМИИ им. А. С. Пушкина присоединился к Google Art Project. Музей предоставил для оцифровки 49 своих экспонатов, включая полотно «Возвращение Бучинторо к молу у Дворца дожей», которое было сфотографировано с разрешением 7 миллиардов пикселей.